# Новосибирская митрополия
Новосибирская митрополия — митрополия Русской православной церкви, образованная в пределах Новосибирской области. Объединяет Искитимскую, Каинскую, Карасукскую и Новосибирскую епархии.

## История
В соответствии с Положением об областных преосвященных от 12 марта 1934 года во исполнение постановления Поместного Собора 1917—1918 годов о митрополичьих округах Временный Патриарший Священный Синод образовал церковные области в составе нескольких епархий, в том числе в границах Западно-Сибирского края была образована митрополия с центром а Новосибирске. Дата упразднения точно неизвестна. Скорее всего это произошло в 1943 году при проведении переустройства епископских кафедр.
В современном состоянии митрополия создана по итогам рассмотрения Священным Синодом рапорта архиепископа Новосибирского и Бердского Тихона (Емельянова) к Патриарху Московскому и всея Руси Кириллу в котором содержалось прошение создать на территории Новосибирской области три самостоятельные епархии по причине «обширной территории и удаленности большинства приходов от областного центра очевидно, что полноценное взаимодействие правящего архиерея с паствой этих отдаленных городов и сел при нынешних территориальных масштабах весьма затруднительно и сдерживает динамику развития епархиальной и приходской деятельности, а также полноценную и продуктивную миссионерскую и просветительскую работу».
28 декабря 2011 года Священный Синод удовлетворил прошение архиепископа Тихона, образовав в пределах Новосибирской области следующие епархии. Главой Новосибирской митрополии был назначен архиепископ Новосибирский и Бердский Тихон (Емельянов), возведённый 8 января 2012 года в сан митрополита. 28 декабря 2018 года новым главой митрополии назначен митрополит Никодим (Чибисов).

## Состав

### Искитимская епархия
Территория: Болотнинского, Искитимского, Маслянинского, Мошковского, Сузунского, Тогучинского и Черепановского районов Новосибирской области.
Правящий архиерей — Епископ Искитимский и Черепановский Леонид (Толмачёв).

### Каинская епархия
Территория: Барабинский, Венгеровский, Каргатский, Коченевский, Куйбышевский, Кыштовский, Северный, Татарский, Чановский, Чулымский, Убинский и Усть-Таркского районов Новосибирской области.
Правящий архиерей — епископ Каинский и Барабинский; Владимир (Бирюков)

### Карасукская епархия
Территория: Баганский, Доволенский, Здвинского, Карасукского, Кочковского, Краснозёрского, Купинского, Ордынского и Чистоозерного районов Новосибирской области.
Правящий архиерей — Епископ Карасукский и Ордынский.

### Новосибирская епархия
Территория: Новосибирск, Колыванский и Новосибирский районы Новосибирской области.
Правящий архиерей — митрополит Новосибирский и Бердский Никодим (Чибисов).